# Oksana Chwostenko
Oksana Jurijiwna Chwostenko (ukrainisch Оксана Юріївна Хвостенко, wiss. Transliteration Oksana Juriïvna Chvostenko; * 27. November 1977 in Tschernihiw) ist eine ehemalige ukrainische Biathletin.
Oksana Chwostenko betreibt seit 1993 Biathlon. Die mit dem Biathleten Wjatscheslaw Derkatsch verheiratete Studentin ist Mutter eines Sohnes. Sie wird vom ukrainischen Nationaltrainer Mykola Soz betreut. Ihr Debüt im Biathlon-Weltcup gab sie 1996 bei einem Sprint in Östersund (Platz 80). Ihre erste herausragende Platzierung feierte sie 1999 bei einem zweiten Platz mit der ukrainischen Staffel in Lake Placid. In der Saison 2002/03 kam sie erstmals in einem Einzelwettkampf (10. in der Verfolgung) in Chanty-Mansijsk unter die besten Zehn. Ihre Podestplatzierung erreichte sie 2006 in Hochfilzen mit einem dritten Rang im Einzel. Ihren ersten Weltcup-Sieg feierte sie am 21. Januar 2007 im slowenischen Pokljuka beim Massenstartrennen.
2002 wurde Chwostenko bei den Olympischen Spielen im Einzel (29.) eingesetzt, 2006 im Einzel (20.), im Sprint (49.), in der Verfolgung (überrundet) und in der Staffel (11.). Oksana Chwostenko nahm an den Olympischen Winterspielen 2010 teil. Ihr bestes Resultat war der 8. Platz im Einzel. Mit der Staffel belegte sie Rang 6. An Weltmeisterschaften nahm sie 1999, 2003 und 2005 teil. 2003 gewann sie mit der ukrainischen Staffel Silber. 2005 in Hochfilzen gewann sie zwar keine Medaille, konnte sich aber in allen Wettbewerben unter den besten 15 platzieren. Bei den Weltmeisterschaften in Östersund (2008) holte sie im Sprint- und Einzelrennen jeweils die Bronzemedaille sowie mit der Staffel die Silbermedaille.
Im Vorfeld der WM in Chanty-Mansijsk gab Chwostenko bekannt, nach dem Staffelwettbewerb ihre Karriere zu beenden. Aus Respekt vor ihren Errungenschaften wurde sie trotz einer durchwachsenen Saison als Schlussläuferin eingesetzt. Beim Wettkampf blieb sie fehlerfrei und ging als Führende auf die Schlussrunde. Kurz vor dem Ziel wurde sie noch von Magdalena Neuner gestellt, gewann aber somit trotzdem in ihrem letzten Rennen für die Ukraine die Silbermedaille. Später stellte sich heraus, dass Chwostenko mit Ephedrin gedopt war und sie wurde für ein Jahr gesperrt. Die Medaille wurde der Ukrainischen Staffel rückwirkend aberkannt.

## Biathlon-Weltcup-Platzierungen
Die Tabelle zeigt alle Platzierungen (je nach Austragungsjahr einschließlich Olympische Spiele und Weltmeisterschaften).
- 1.–3. Platz: Anzahl der Podiumsplatzierungen
- Top 10: Anzahl der Platzierungen unter den ersten zehn (einschließlich Podium)
- Punkteränge: Anzahl der Platzierungen innerhalb der Punkteränge (einschließlich Podium und Top 10)
- Starts: Anzahl gelaufener Rennen in der jeweiligen Disziplin
- Staffel: inklusive Mixed-Staffel

| Platzierung         | Einzel | Sprint | Verfolgung | Massenstart | Team | Staffel | Gesamt |
| ------------------- | ------ | ------ | ---------- | ----------- | ---- | ------- | ------ |
| 1. Platz            |        |        |            | 1           |      | 1       | 2      |
| 2. Platz            |        |        |            | 1           |      | 5       | 6      |
| 3. Platz            | 2      | 1      |            |             |      |         | 3      |
| Top 10              | 8      | 8      | 4          | 6           |      | 30      | 56     |
| Punkteränge         | 25     | 37     | 25         | 21          |      | 36      | 144    |
| Starts              | 34     | 75     | 39         | 21          |      | 37      | 206    |
| Stand: Karriereende |        |        |            |             |      |         |        |

## Belege
1. ↑  Zurückgetretene Oksana Khvostenko für ein Jahr suspendiert biathlon.xc-ski.de 11. August 2011 (Memento des Originals vom 2. April 2015 im Internet Archive)  Info: Der Archivlink wurde automatisch eingesetzt und noch nicht geprüft. Bitte prüfe Original- und Archivlink gemäß Anleitung und entferne dann diesen Hinweis.
2. ↑  Urteil im Fall Khvostenko rechtskräftig, Frankreich bekommt Silbermedaille

| Personendaten    | Personendaten |
| ---------------- | --- |
| NAME             | Chwostenko, Oksana |
| ALTERNATIVNAMEN  | Chwostenko, Oksana Jurijiwna (vollständiger Name); Хвостенко, Оксана Юріївна (ukrainisch); Chvostenko, Oksana Juriïvna (ukrainisch, transkribiert) |
| KURZBESCHREIBUNG | ukrainische Biathletin |
| GEBURTSDATUM     | 27. November 1977 |
| GEBURTSORT       | Tschernihiw, Ukrainische SSR, Sowjetunion |